# Filiatra
Filiatra  este un oraș în Grecia în Prefectura Messinia.